# Gossypium incanum
Gossypium incanum är en malvaväxtart som först beskrevs av Oskar Schwartz, och fick sitt nu gällande namn av Jean Olive Dorothy Hillcoat. Gossypium incanum ingår i släktet bomull, och familjen malvaväxter. Inga underarter finns listade i Catalogue of Life.